# Gutenko
Gutenko är ett berg i Antarktis. Det ligger i Västantarktis. Argentina, Chile och Storbritannien gör anspråk på området. Toppen på Gutenko är 1 664 meter över havet.
Terrängen runt Gutenko är huvudsakligen platt. Gutenko är den högsta punkten i trakten. Trakten är obefolkad. Det finns inga samhällen i närheten.